# بيرنينغ إن ذا سكايز
بيرنينغ إن ذا سكايز (بالإنجليزية: Burning in the Skies)‏ هي أغنية لفرقة الروك الأمريكية لينكين بارك، وهي الأغنية المنفردة الثالثة من ألبومها أثاوزند سنز. تتحدث كلمات الأغنية عن أخطاء حصلت في الماضي، وأسلوبها شبيه بأغنية وات آيف دن التي أصدرتها الفرقة عام 2007.

## روابط خارجية
- بيرنينغ إن ذا سكايز على موقع أول موفي (الإنجليزية)